# Alexander Barclay
Alexander Barclay (c.1476 - 10 de juny de 1552) va ser un poeta britànic. Va ser monjo benedictí i després franciscà. És conegut sobretot per la seva traducció de la sàtira al·legòrica Narrenschiff, de Sebastian Brant. Ha traduït igualment en anglès De quatuor virtutibus de Domenico Mancini i és l'autor d'una selecció de pastorals intitulat Certayne Ecloges of Alexander Barclay, Priest.